# بلاس بيريز
بلاس أنطونيو ميجيل بيريز أورتيغا (بالإسبانية: Blas Pérez) (المولود 13 مارس 1981) هو لاعب كرة قدم بنمي يلعب حالياً لنادي فانكوفر وايتكابس والمنتخب البنمي كمهاجم.

## روابط خارجية
- بلاس بيريز على موقع الاتحاد الدولي (مؤرشف)  (الإنجليزية)
- بلاس بيريز على موقع الدوري الأمريكي (الإنجليزية)
- بلاس بيريز على موقع إي إس بي إن إف سي (الإنجليزية)
- بلاس بيريز على موقع قاعدة بيانات كرة القدم.إي يو (الإنجليزية)
- بلاس بيريز على موقع ناشيونال فوتبول تيمز (الإنجليزية)
- بلاس بيريز على موقع Soccerbase.com (لاعب) (الإنجليزية)
- بلاس بيريز على موقع Soccerway.com (الإنجليزية)
- بلاس بيريز على موقع عالم كرة القدم.نت (الإنجليزية)
- بلاس بيريز على موقع AS.com (الإسبانية)